# Orfeusz (opera)
Orfeusz (wł. L'Orfeo), SV 318 – pierwsza opera Claudia Monteverdiego, do której libretto, na podstawie Przemian Owidiusza, napisał Alessandro Striggio młodszy. Przyjmuje się, że dzień premiery Orfeusza na dworze Gonzagów w Mantui, 24 lutego 1607, to równocześnie właściwe narodziny opery, mimo iż przed Monteverdim opery pisał już Jacopo Peri.

## Osoby
- Orfeusz (Orfeo) – mityczny śpiewak i Argonauta – tenor
- Eurydyka (Euridice) – żona Orfeusza – sopran
- Muzyka (la Musica) – bogini –  sopran
- Nadzieja (la Speranza) – bogini – kontratenor
- Zwiastunka (la Messaggera, Silvia) – towarzyszka Eurydyki – mezzosopran
- Prozerpina (Proserpina) – bogini Podziemia, żona Plutona –  sopran
- Charon (Caronte) – mityczny przewoźnik dusz – bas
- Pluton (Plutone) – bóg Podziemia, brat Jowisza –  bas
- Apollo (Apollo) – bóg światła, słońca i sztuki, przewodnik muz –  tenor

## Treść

### Prolog
Z wyżyn Parnasu zstępuje Muzyka. Zapowiada, że pieśń, którą usłyszymy, będzie historią Orfeusza i jego miłości do Eurydyki.

### Akt I
Na ślubie Orfeusza i Eurydyki pasterze zanoszą modły do bóstw za pomyślność nowożeńców, a oni sami mówią o swoim szczęściu i miłości.

### Akt II
Orfeusz śpiewa o swojej miłości, a gdy pasterze mają złożyć dziękczynienie bogom, przybiega Zwiastunka z tragiczną wieścią. Eurydykę w czasie zabawy z przyjaciółkami ukąsił wąż, przez co zmarła. Słysząc to, Orfeusz postanawia stawić się osobiście w królestwie Plutona i prosić boga o życie żony.

### Akt III
W drodze do krainy Podziemia przewodniczy śpiewakowi Nadzieja, jednak do Tartaru Orfeusz musi wejść sam. Charon nie zgadza się na przewiezienie żywego człowieka przez Styks, Orfeusz wykorzystuje jednak swój talent: śpiewa, aby ukołysać Charona, a gdy ten zasypia, przedostaje się na drugi brzeg.

### Akt IV
Odwaga i poświęcenie Orfeusza wzruszają Prozerpinę, która wstawia się za nim i Eurydyką u swego męża, Plutona. Przychyla on się do prośby pod jednym warunkiem: Eurydyka zostanie ocalona, gdy pójdzie za swoim mężem, a on nie obejrzy się za nią aż do wyjścia z Piekieł. Okazuje się to jednak zbyt trudne dla śpiewaka. Wracając z Tartaru, w pewnym momencie odwraca głowę, skazując tym swoją ukochaną na nieodwołalny powrót do królestwa Plutona.

### Akt V
Wróciwszy na ziemię, Orfeusz pogrąża się w rozpaczy i bliski jest samobójstwa. Przyjaźni mu pasterze również są pogrążeni w smutku. Sytuację ratuje jednak ojciec Orfeusza, bóg sztuki Apollo, który oznajmia mu, że z Eurydyką, zgodnie z wolą bogów, będą połączeni wkrótce w niebie. Samego Orfeusza w finale opery otaczają tańczące bachantki.

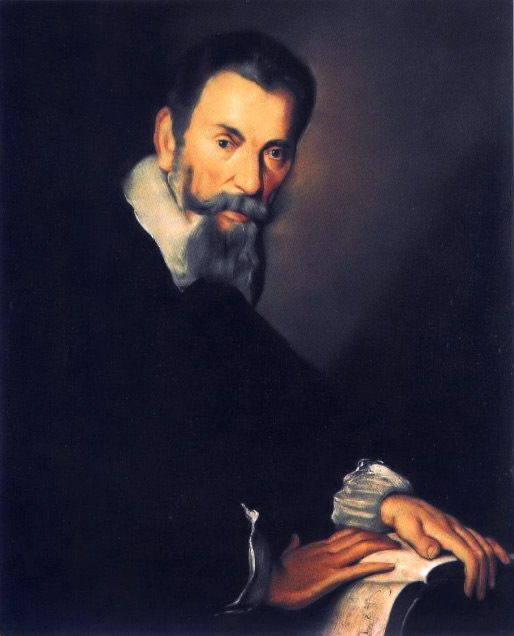
Claudio Monteverdi, malował Bernardo Strozzi

## Odbiór opery
Historia opery – choć jej początek wywodzi się z wielu źródeł upatrywanych nawet w antyku – zaczęła się pod koniec XVI wieku. Ważną rolę spełniła tutaj Camerata florencka, a pierwszą operą była „Dafne” Jacopo Periego. Także sam Peri sięgnął w swej twórczości do mitu o Orfeuszu, jeszcze przed Monteverdim, w operze „Euridice” („Eurydyka”). Wielu krytyków uważa jednak, że to wraz z „Orfeuszem” Monteverdiego opera narodziła się naprawdę. „Orfeusz” stanowi manifest przekonań artystycznych Monteverdiego. W jego kompozycjach nowego znaczenia nabrała muzyka, powiększona została obsada, dopracowana została melodyka i harmonia. „Orfeusz” jest tego najlepszym przykładem.
Pierwsza opera Monteverdiego to także nowe spojrzenie na partie chóralne. Zawiera wiele nowości, m.in. dlatego, że kompozytor podał dokładne dane dotyczące obsady orkiestry. Wprowadził również ansamble. Fragmenty instrumentalne przestały być tylko przerywnikami, a zaczęły być środkiem budowania akcji, emocji czy stanów ducha bohaterów. „Orfeusz” Monteverdiego przez wielu został uznany za szczytowe osiągnięcie opery okresu baroku i opery w ogóle. Historia mitycznego śpiewaka była wykorzystywana wielokrotnie. Oprócz Periego i Monteverdiego można wymienić innego reformatora opery, Christopha Willibalda Glucka, a także Georga Philippa Telemanna, Josepha Haydna czy Jacques’a Offenbacha. Późniejsi autorzy oper często jeszcze czerpali inspirację z dawnych mitów, by stopniowo coraz częściej zajmować się tematami bardziej współczesnymi.